# Кипарис (геральдика)
Кипарис — природна негеральдична гербова фігура, що знайшла велике застосування в територіальній геральдиці країн Середземномор'я та Причорномор'я.
Містичний символ смерті та жалоби, уособлення печалі та скорботи, оскільки використовувався при бальзамуванні тіла та виготовлення трун. Зображався на могильних пам'ятниках, оскільки вважався, що він оберігає тіло від розкладу. У геральдиці передбачається, що кипарис є символом життя, вічної слави і надії на довгий, міцний і вічний світ.

## Історія
У Давньогрецькій міфології кипарис мав подвійну репутацію: він був символом похмурого бога підземного царства Гадеса і водночас життєрадісніших богів — Зевса, Аполлона, Афродіти та Гермеса. Ця суперечливість пояснює, чому згодом кипарис став символом відродження та життя після смерті та з цією символікою входив у стародавні родові герби шляхетних лицарів.
Давньоримський поет Овідій у своєму творі «Метаморфози» передає легенду про Кипариса, юнака, який попросив богів звернути його в дерево, щоб вічно сумувати про свого улюбленця, оленя, якого він ненароком підстрелив на полюванні.
В Азії, як і інші вічнозелені дерева, символ довголіття та безсмертя.
Стародавні араби називали кипарис Деревом Життя. У мусульман, конусоподібна форма дерева стала підставою вважати його символом безсмертя.
У Китаї дим від спалювання кипарисових гілок — символ світлих сил, оберіг від нещастя.
У Біблії кипарис перераховується серед дерев, що ростуть у райському саду (Єз. 31:8). За деякими припущеннями, кипарис — це дерево гофер, з якого було зроблено ковчег Ноя. З приходом християнства символіка кипариса змінилася, із символу смерті він став символом вічного життя: із деревини кипариса часто роблять поклонний та натільний хрест.
У річпосполитській геральдиці цього символу практично немає.
В українській геральдиці широкого застосування не знайшло, за винятком за радянських часів у територіальній геральдиці невеликих поселень Криму.

## Геральдика
Геральдика немає нічого спільного з європейськими звичаями прикрашати кипарисами могили на цвинтарях, що є спадщиною древнього язичницького культу, що з підземним царством та її божеством, якому і присвячувалося дане дерево. У геральдиці кипарис символ життя, вічної слави та надії на вічний світ, з цією символікою він увійшов до гербів.
Як правило, кипарис зображується стовпом, в природному — зеленому кольорі. Якщо стовбур дерева відрізняється від крони дерева, він окремо блазонується в описі герба. Досить часто зображуються по три дерева і з корінням. Дуже рідко має якусь прикрасу (стрічка) і не зустрічаються його плоди (шишки).